# 열등감
열등감(劣等感, 문화어: 렬등감, feeling of inferiority)은 자신이 남보다 못하거나 부족하다는 생각에서 오는 느낌이다. 이러한 감정은 콤플렉스 측면에선 열등감 콤플렉스(inferiority complex)으로 확장되어 불릴 수 있다.

## 개요
인간은 누구나 신체적·심리적·사회적 조건 등 다양한 원인에서 열등감을 가질 수 있으며, 그것을 극복하고자 노력한다. 지나친 열등감은 부정적인 행동과 태도를 갖게 하므로 바람직하지 않다.
초기 정신분석학자인 알프레드 아들러(Adler) 및 칼 융 등은 열등감을 보상하려고 노력하는 과정에서 그 사람의 생활양식이 형성되어 간다고 보았다. 또한 만일 보상될 수 없는 열등감이나 과도하게 보상된 열등감이 있으면 인격의 왜곡이 생긴다고 생각하여 이를 바로 잡기 위한 노력, 교육 등이 중요하다고 보았다. 
열등감은 개인에게 여러 가지 면에서 과잉보상을 하려는 욕구를 만든다.  예를 들면, 한 남성이 키가 상대적으로 작다는 열등감을 가지면(나폴레옹 컴플렉스) 그는 타인에게 자신이 어떻게 보여지는 가에 대해 지나치게 걱정하게 된다.  그는 더 크게 보여지도록 특별한 신을 착용하기 원하며, 주변 사람들이 자신보다 작은 사람들과 같이 있고 싶어진다.  만일 이런 증상이 극단적이 되면, 신경증에 걸리기도 한다.

## 분류
고전 아들러 심리학(Adlerian psychology)은 일차적 열등감과 이차적 열등감을 구분한다.
- 일차적 열등감(primary inferiority feeling)은 아동이 겪는 근원적인 약함(weakness), 무기력(helplessness), 의존(dependency)에서 비롯된다. 여기에는 부모의 수용(parental acceptance)과 애착(affection), 혹은 타고난 허약체질(constitutional weakness)이 있다.[3] 일차적 열등감은 형제자매, 연인, 성인과의 비교를 통해 강화될 수 있다.[4]

- 이차적 열등감(secondary inferiority feeling)은 성인 시기에 겪게 되는 잠재의식에의 도달 실패, 즉 마음을 안심시키지만 허구에 불과한 주관적 안전(subjective security)과 열등감 보상의 성공적 달성이라는 최종 목표(final goal)에 이르지 못한다는 것과 관련되어 있다. 안심시키는 목표(reassuring goal)로부터의 거리감을 인지함으로써, 근원적인 열등감을 회상시키는 부정적이고 우울한 감정을 야기한다. 열등감 요소 즉 이차적 열등감으로 회상된 근원적 감정은 압도적으로 느껴진다. 근원적 일차적 열등감(실제로 이는 이차적 열등감을 야기함)을 완화시키도록 발명된 안심시키는 목적(reassuring goal)은 이 딜레마의 catch-22이다. 열등감과 무가치감으로부터 치료를 통한 안심과 해방(delivery)을 획득하려는 처절한 시도는 계속 실패하게 된다. 이런 악순환은 신경증 환자의 일상생활에서 흔히 보인다.

## 효과
열등감이 최대치로 발휘되면, 개인의 수행 능력은 물론 자존감(self-esteem)에 악영향을 준다. 무의식적 심리적 정서적 과정은 학생이 새로운 정보를 수용하고 이해하는 능력을 저하할 수 있다. 뿐만 아니라 무의식에 잠재하는 자신의 열등감을 수용하거나 이해하지 못한 것에서 발생하는 과도한 신중함(excessive guardedness)을 보이기도 한다.
가이 헛(Guy Hutt)은 박사논문에서 수학에 고전하는 학생들에게서 주제는 심리적 열등감, 동기부여 및 자기효율감(self-efficacy) 저하, 자발적 학습 전략(self-directed learning strategies)의 부재, 안전하지 못하다거나 불안하다는 느낌과 연관되어 있다는 것을 발견하였다.
정신건강 치료군 가운데, 열등감은 조현병(schizophrenia), 기분 장애(mood disorder), 성격장애(personality disorder) 등의 장애환자에게서도 보일 때가 있다. 알프레드 아들러(Alfred Adler)는 건강하지 못한 유년기 행동의 기여요인 중 하나가 열등감이라고 지목하였다.
열등감이 큰 사람은 자기 은닉(self-concealment) 경향이 더 높다. 이로 인해 외로움(loneliness)이 늘어나고 행복(happiness)은 저하된다.

## 공격성
한편 공격성이 '상대가 우위에 있다는 불안감'의 연장선상에서 정의될수있다면 현대 심리학자들은 이러한 맥락에서 열등감은 인격의 성숙처럼 보상받기 위한 열등기능의 긍정적 효과를 기대한다고 보고있다.

## 같이 보기
- 경멸
- 존경
- 자기비하